# درغاو (غلزار بردسير)
درغاو (بالفارسية: درگاو) هي قرية تقع في إيران في البلدة المركزية.